# 山田アキラ
山田 アキラ（やまだ あきら、1966年6月14日 - ）は、日本の俳優。島根県江津市出身。血液型O型。本名及び旧芸名：山田 亮。
ジャパンアクションクラブ16期生。現在の所属事務所はエ・ネスト。

## 出演

### テレビドラマ
- 事件・市民の判決第9話「盗まれた音・夫婦の秘密に妻の不倫!?」（1996年12月2日、TX）
- ドラマ新銀河「鶴亀ワルツ」（1998年11月7日～1998年12月12日、NHKBS2）（1999年1月6日～2月10日、NHK総合テレビ「水曜ドラマの花束」）
- ドラマ家族模様「晴れ着、ここ一番」（2000年3月31日～2000年6月16日、NHK総合テレビ）
- 3年B組金八先生（TBSテレビ、1999年 - 2005年）- 介護士・高橋良雄 役
- 月曜ドラマスペシャル（TBSテレビ）
  - 「十津川警部シリーズ (渡瀬恒彦)版 第9作「松島・蔵王殺人事件」」（1995年10月9日） - イケダ 役（役名クレジットなし）
  - 「十津川警部シリーズ (渡瀬恒彦)版 第20作 - 第21作」（2000年10月2日 - 2001年1月8日）- 山下智志 役
- 月曜ミステリー劇場
  - 「十津川警部シリーズ (渡瀬恒彦)版 第22作 - 第36作」（2001年4月2日 - 2006年1月9日）- 山下智志 役
- 月曜ゴールデン（TBSテレビ） 
  - 「十津川警部シリーズ (渡瀬恒彦)版 第37作 - 第54作」（2006年10月2日 - 2015年4月13日）- 山下智志 役
  - 「世直し公務員ザ・公証人」
    - 「8 〜遺産相続が呼ぶ美人姉妹の悲劇〜余命わずかな姉と借金まみれの妹…イケメン美容師殺人に隠された家族の愛憎…解決の鍵はストールと塩大福」（2009年6月29日）- 刑事・山下 役

  - 「新・世直し公務員ザ・公証人」
    - 「新1 孤独な伯母の後見人を巡り泥沼の家族紛争が!?疑惑の弁護士が変死 新凸凹コンビが娘と謎に迫る」（2015年3月23日）- 刑事・塩野 役

  - 「捜査指揮官 水城さや3 認知症殺人!? 高級介護ホームの悲惨な実態…一流シェフと徘徊老人の密約を巡りお局刑事と女の戦い」（2015年5月25日）- 警視庁墨田警察署 刑事課 巡査部長・石野 役
- 土曜ワイド劇場（テレビ朝日）
  - 「牟田刑事官事件ファイル」
  - 「同居人カップルの殺人推理旅行6 ダイエットハーブの罠!!」（1999年8月14日）- 刑事 役
  - 「渡り番頭・鏡善太郎の推理3 神々の里・高千穂 燃える夜神楽殺人事件」（2005年5月7日）- 桜井聖美（洞口依子）の昔の同棲相手・田村洋介 役
  - 「タクシードライバーの推理日誌」
    - 「26 東京〜京都・琵琶湖 土地鑑のある乗客」（2010年1月23日）- 保坂秋夫 役
    - 「28 能登和倉〜午前3時の同乗者!!深夜ラジオに届いた殺人リクエスト!?」（2010年12月11日）- 秋元真子（とよた真帆）のストーカー・新谷登 役
    - 「33 神戸〜九州大分 逃げた花嫁」（2013年10月12日）- 兵庫県警 神戸南警察署 刑事・小森 役
    - 「36 地図を失くした乗客 北陸金沢〜よく喋る死体の死亡時刻トリック!!」（2014年12月13日）- 岡江観光 元 社員・門倉仁 役

  - 「監察官・羽生宗一5 現職警察官拳銃自殺に疑惑あり!?」（2017年4月1日）- 不動産会社「髙商」元 社員・三崎正人 役
- 警視庁捜査一課9係（テレビ朝日）
  - season1 - 大洋テクノロジー 社員・増田義則 役
    - 第1話「偽証の連鎖」（2006年4月19日）
    - 第2話「殺人生録画」（2006年4月26日）

  - 新・ season3（第6シリーズ）
    - 第10話「悪魔の連載」（2011年9月7日）- 中華料理「明明」店主・田中陽一 役

  - season10
    - 第1話「空飛ぶ花嫁 -危険ドラッグ殺人事件-」（2015年4月22日）- 山科プロダクション 社長・山科龍次 役
- おみやさんスペシャル「初冬の京都に蘇る女たちの未解決事件!二度疑われた女…限定10個の殺人証拠!京の伝統行事が暴く真実!!謎のDNA記号に潜む殺意の連鎖」第2部（2010年12月16日、テレビ朝日）- 詐欺師・武田昭 役
- 京都地検の女 第8シリーズ 第7話（2012年8月30日、テレビ朝日）- 音楽評論家・前川春樹 役
- 遺留捜査第4シーズン 第2話「殺人犯脱走！狙われた母子…奇妙な駒が語る天才将棋少年の謎」（2017年7月20日、テレビ朝日）- エルノ電機営業部 社員・坂田治 役
- 火曜サスペンス劇場（日本テレビ系）
  - 「女弁護士・高林鮎子22 北陸本線の死角 レンズ付きフィルム写真のトリックを暴け」（1998年7月14日）- スナック経営者・小林真紀子（愛川裕子）の弟、自動車修理工・小林卓光 役
  - 「女弁護士・高林鮎子23 秋田新幹線 冬の迷彩 姫路－横浜、2つの殺人を結ぶ55の数字」（1999年2月9日） - 佐藤設計事務所・社長 役
  - 「女監察医・室生亜季子25 死亡推定時間〜三寒四温、春の彼岸の気候で混乱した殺人捜査〜」（1999年5月4日）- マツイレコード店・店員 役
- 水曜ミステリー9
  - 「警視庁黒豆コンビ」（2005年7月13日 - 2007年10月10日）- 警視庁捜査一課 刑事・沢居健作 役
  - 「ドクター・ヨシカの犯罪カルテ1 診察室に犯人が来た」（2006年5月24日）- 北新宿警察署 刑事・吉田清 役
- 金曜プレステージ (フジテレビ)
  - 「浅見光彦シリーズ36 鐘」（2010年1月8日）- 警視庁赤羽東警察署 刑事・木元 役
- 御家人斬九郎 第2シリーズ 第8話「賞金桜」（1997年、フジテレビ系）- 浪人 役

### 映画
- 鉄と鉛
- アナザーXX・黒いストーカー
- ナイル
- 実録ヒットマン〜妻その愛
- 白い船（2002年7月6日）- 和泉林太郎（大滝秀治）の父 役